# Hidrogén-tellurid
A hidrogén-tellurid szervetlen vegyület, képlete H2Te. A legegyszerűbb tellúr-hidrid. Ritka vegyület, mert gyorsan bomlik, de alacsony koncentrációban elég hosszú ideig létezhet, hogy ki lehessen mutatni. A szaga olyan mint a rothadó fokhagymáé. Bomlása során tellúr és hidrogén keletkezik. Kémiai tulajdonságaiban, savasságában, szerkezetében a hidrogén-szelenidre hasonlít. A H−Te−H kötésszög körülbelül 90 fokos.

## Szintézise
A Te2− anion különböző sóinak, például Al2Te3 és Na2Te savanyításával állítható elő. Na2Te tellúr és nátrium vízmentes ammóniában történő reagáltatásával készíthető. A savanyítás során  köztitermékként stabil HTe− anion keletkezik. A tellúr nátrium-borohidrides redukciója során nátrium-hidrogén-tellurid (NaHTe) keletkezik.
A tellúr hidridjeit rendszerint elektropozitív fémek telluridjainak hidrolízisével állítják elő. Jellemző reakció az alumínium-tellurid hidrolízise:
Al2Te3  +  6 H2O  →    2 Al(OH)3  +  3 H2Te
A magnézium- és alkálifém-telluridok is hidrolizálnak. Ezekben az eljárásokban többnyire savat használnak, mivel a H2Te meglehetősen savas. Elektrolitikus eljárásokat is kidolgoztak.

## Tulajdonságai
Endoterm vegyület, levegőn instabil, könnyen oxidálódik, ennek eredményeként víz és elemi tellúr keletkezik.
2 H2Te + O2 → 2 H2O + 2 Te
Majdnem olyan erős sav (Ka = 2,3·10−3) mint a foszforsav (Ka = 8,1·10−3). Számos fémmel telluridok képződése közben reagál.

## Fordítás
Ez a szócikk részben vagy egészben  a   Hydrogen telluride című angol Wikipédia-szócikk ezen változatának fordításán alapul.  Az eredeti cikk szerkesztőit annak laptörténete sorolja fel. Ez a jelzés csupán a megfogalmazás eredetét és a szerzői jogokat jelzi, nem szolgál a cikkben szereplő információk forrásmegjelöléseként.